# Milton (New South Wales)
Milton ist eine australische Stadt in New South Wales, Australien mit rund 1.500 Einwohnern (Stand 2021). Sie liegt im Verwaltungsgebietes (LGA) City of Shoalhaven 4 km nördlich von Ulladulla direkt am Princes Highway.
Das Küstengebiet bei Milton-Ulladulla wurde zuerst von James Cook entdeckt, als er 1770 in nördliche Richtung vorbeisegelte und den nahegelegenen Pigeon House Mountain beschrieb. Etwa 50 Jahre später kam 1828 mit Thomas Kendall der erste europäische Siedler in diese Region begann am Narrawallee Creek ganz in der Nähe von Milton Bäume zu fällen. Die Stadt Milton wurde 1860 gegründet.